# Biorbis
Biorbis es un género de foraminífero bentónico de la familia Tuberitinidae, de la superfamilia Parathuramminoidea, del suborden Fusulinina y del orden Fusulinida. Su especie tipo es Biorbis duplex. Su rango cronoestratigráfico abarca el Dinantiense (Carbonífero inferior).

## Discusión
Clasificaciones más recientes incluirían Biorbis en el suborden Parathuramminina, del orden Parathuramminida, de la subclase Afusulinina y de la clase Fusulinata.

## Clasificación
Biorbis incluye a la siguiente especie:
- Biorbis duplex †